# Сунђер Боб Коцкалоне (2. сезона)
Друга сезона америчке анимиране телевизијске серије Сунђер Боб Коцкалоне, чији је творац бивши морски биолог и аниматор Стивен Хиленберг, емитована је на Nickelodeon-у од 20. октобар 2000. до 26. јул 2003. године и садржи 20 епизода, односно 39 сегмената. Серија прати авантуре насловног лика и његових пријатеља у фиктивном подводном граду — Коралову. Гласове главним ликовима позајмили су Том Кени, Бил Фагербаке, Роџер Бампас, Кленси Браун, Мр. Лоренс, Џил Тели, Керолин Лоренс, Мери Џо Кетлет и Лори Ален.

## Епизоде
Епизоде су распоређене по званичном Nickelodeon-овом редоследу емитовања, а не по датуму производње или премијере.
| Бр. еп. (укупно) | Бр. еп. (у сезони) | Наслов                       | Аниматор                           | Сценариста | Премијера           | Прод. код        | Гледаност у САД (милиони) |
| ---------------- | ------------------ | ---------------------------- | ---------------------------------- | --- | ------------------- | ---------------- | ------------------------- |
| 21а              | 1а                 | Муке са запертлавањем        | Том Јасуми                         | Сценарио : Волт Дорн, Пол Тибит и Мериветер Вилијамс Сториборд : Крис Хедрик и Ерик Визе (такође и режисери)                               | 17. фебруар 2001.   | 5571–142         | 2,75                      |
| 21б              | 1б                 | Лигњославов слободан дан     | Ендру Овертом                      | Сценарио : Волт Дорн, Пол Тибит и Мериветер Вилијамс Сториборд : Џим Шуман (такође и режисер)                                              | 17. фебруар 2001.   | 5571–145         | 2,75                      |
| 22а              | 2а                 | Нешто смрди                  | Едгар Ларасабал                    | Сценарио : Арон Шпрингер, Ц. Х. Гринбалт и Мериветер Вилијамс Сториборд : Ц. Х. Гринбалт; Арон Шпрингер (режисер)                          | 20. октобар 2000.   | 5571–143         | 2,27                      |
| 22б              | 2б                 | Под Бисеркином командом      | Том Јасуми                         | Сценарио : Волт Дорн, Пол Тибит и Мр. Лоренс Сториборд : Крис Хедрик (такође и режисер)                                                    | 20. октобар 2000.   | 5571–146         | 2,27                      |
| 23а              | 3а                 | Велики ружичасти губитник    | Шон Демпси                         | Сценарио : Џеј Лендер, Вилијам Рајс и Мериветер Вилијамс Сториборд : Вилијам Рајс; Џеј Лендер (режисер)                                    | 3. фебруар 2001.    | 5571–144         | 2,80                      |
| 23б              | 3б                 | Другар мехурић               | Шон Демпси                         | Сценарио : Џеј Лендер, Вилијам Рајс и Мр. Лоренс Сториборд : Вилијам Рајс и Чак Клајн; Џеј Лендер (режисер)                                | 3. фебруар 2001.    | 5571–148         | 2,80                      |
| 24а              | 4а                 | Умирем за питом              | Едгар Ларасабал                    | Сценарио : Арон Шпрингер, Ц. Х. Гринбалт и Мериветер Вилијамс Сториборд : Ц. Х. Гринбалт и Ерик Визе; Арон Шпрингер (режисер)              | 27. јануар 2001.    | 5571–147         | 3,43                      |
| 24б              | 4б                 | Копија Крабе                 | Том Јасуми                         | Сценарио : Волт Дорн, Пол Тибит и Мр. Лоренс Сториборд : Крис Хедрик и Чак Клајн (такође и режисери)                                       | 27. јануар 2001.    | 5571–150         | 3,43                      |
| 25а              | 5а                 | Гусенко                      | Ендру Овертом                      | Сценарио : Волт Дорн, Пол Тибит и Мериветер Вилијамс Сториборд : Џим Шуман (такође и режисер)                                              | 24. фебруар 2001.   | 5571–149         | 2,69                      |
| 25б              | 5б                 | Пљеске у колору              | Шон Демпси                         | Сценарио : Џеј Лендер, Вилијам Рајс и Мр. Лоренс Сториборд : Вилијам Рајс; Џеј Лендер (режисер)                                            | 24. фебруар 2001.   | 5571—152         | 2,69                      |
| 26а              | 6а                 | Бакини пољупчићи             | Ендру Овертом                      | Сценарио : Волт Дорн, Пол Тибит и Мериветер Вилијамс Сториборд : Џим Шуман и Октавио Родригез (такође и режисер)                           | 28. април 2001.     | 5571–154         | 2,09                      |
| 26б              | 6б                 | Лигњоград                    | Едгар Ларасабал                    | Сценарио : Арон Шпрингер, Ц. Х. Гринбалт и Мериветер Вилијамс Сториборд : Ц. Х. Гринбалт; Арон Шпрингер (режисер)                          | 28. април 2001.     | 5571–156         | 2,09                      |
| 27а              | 7а                 | Недеља пред зимски сан       | Едгар Ларасабал                    | Сценарио : Арон Шпрингер, Ц. Х. Гринбалт и Мериветер Вилијамс Сториборд : Ц. Х. Гринбалт                                                   | 5. мај 2001.        | 5571–151         | 2,13                      |
| 27б              | 7б                 | Злочиначки живот             | Шон Демпси                         | Сценарио : Џеј Лендер, Вилијам Рајс и Мр. Лоренс Сториборд : Вилијам Рајс; Џеј Лендер (режисер)                                            | 5. мај 2001.        | 5571–157         | 2,13                      |
| 28               | 8                  | Који бре Божић?              | Том Јасуми                         | Сценарио : Волт Дорн, Пол Тибит и Мр. Лоренс Сториборд : Крис Хедрик и Ерик Визе (такође и режисери)                                       | 7. децембар 2000.   | 5571–1555571–153 | 2,17                      |
| 29а              | 9а                 | Опстанак идиота              | Лари Лајхлајтер                    | Сценарио : Арон Шпрингер, Ц. Х. Гринбалт и Мериветер Вилијамс Сториборд : Ц. Х. Гринбалт                                                   | 17. март 2001.      | 5571–160         | 2,81                      |
| 29б              | 9б                 | Одбачен                      | Ендру Овертом                      | Сценарио : Пол Тибит, Волт Дорн и Мериветер Вилијамс Сториборд : Кејлеб Мојрер; Карсон Куглер (режисер)                                    | 11. мај 2001.       | 5571–161         | 2,24                      |
| 30а              | 10а                | Нема бесплатних вожњи        | Том Јасуми                         | Сценарио : Арон Шпрингер, Ц. Х. Гринбалт и Мр. Лоренс Сториборд : Ц. Х. Гринбалт                                                           | 14. април 2001.     | 5571–162         | 2,27                      |
| 30б              | 10б                | Ја сам твој највећи фанатик  | Шон Демпси                         | Сценарио : Џеј Лендер, Вилијам Рајс и Мр. Лоренс Сториборд : Вилијам Рајс; Џеј Лендер (режисер)                                            | 14. април 2001.     | 5571–159         | 2,27                      |
| 31а              | 11а                | Тритон и Шкољкабој 3         | Ендру Овертом                      | Сценарио : Пол Тибит, Волт Дорн и Мериветер Вилијамс Сториборд : Ерик Визе (такође и режисер)                                              | 14. септембар 2001. | 5571–158         | 3,07                      |
| 31б              | 11б                | Веверичји вицеви             | Лари Лајхлајтер и Леонард Робинсон | Сценарио : Пол Тибит, Волт Дорн и Мериветер Вилијамс Сториборд : Крис Хедрик (такође и режисер)                                            | 14. септембар 2001. | 5571–164         | 3,07                      |
| 32а              | 12а                | Притисак                     | Шон Демпси                         | Сценарио : Џеј Лендер, Вилијам Рајс и Дејвид Фејн Сториборд : Вилијам Рајс; Џеј Лендер (режисер)                                           | 12. мај 2001.       | 5571–166         | 2,36                      |
| 32б              | 12б                | Димљени кикирики             | Ендру Овертом                      | Сценарио : Пол Тибит, Волт Дорн и Мр. Лоренс Сториборд : Карсон Куглер (такође и режисер)                                                  | 12. мај 2001.       | 5571–163         | 2,36                      |
| 33а              | 13а                | Пацификовани                 | Френк Вајс                         | Сценарио : Арон Шпрингер, Ц. Х. Гринбалт и Мериветер Вилијамс Сториборд : Ц. Х. Гринбалт                                                   | 9. март 2001.       | 5571–165         | 3,09                      |
| 33б              | 13б                | Гаријево купање              | Френк Вајс                         | Сценарио : Арон Шпрингер, Ц. Х. Гринбалт и Мериветер Вилијамс Сториборд : Ц. Х. Гринбалт; Арон Шпрингер (режисер)                          | 26. јул 2003.       | 5571–183         | 2,96                      |
| 34а              | 14а                | Добродошли у кофу с помијама | Ендру Овертом                      | Сценарио : Волт Дорн, Пол Тибит и Мр. Лоренс Сториборд : Карсон Куглер, Ерик Визе и Вилијам Рајс; Волт Дорн и Пол Тибит (режисери)         | 21. јануар 2002.    | 5571–167         | 5,25                      |
| 34б              | 14б                | Франкенглупан                | Том Јасуми                         | Сценарио : Пол Тибит, Волт Дорн и Мериветер Вилијамс Сториборд : Крис Хедрик (такође и режисер)                                            | 21. јануар 2002.    | 5571–169         | 5,25                      |
| 35а              | 15а                | Тајна кутија                 | Том Јасуми                         | Сценарио : Волт Дорн, Пол Тибит и Мериветер Вилијамс Сториборд : Карсон Куглер, Вилијам Рајс и Ерик Визе; Волт Дорн и Пол Тибит (режисери) | 7. септембар 2001.  | 5571–168         | 2,96                      |
| 35б              | 15б                | Група Штребери               | Френк Вајс                         | Сценарио : Арон Шпрингер, Ц. Х. Гринбалт и Мериветер Вилијамс Сториборд : Ц. Х. Гринбалт                                                   | 7. септембар 2001.  | 5571–173         | 2,96                      |
| 36а              | 16а                | Ноћна смена                  | Шон Демпси                         | Сценарио : Мр. Лоренс, Џеј Лендер и Ден Повенмајер Сториборд : Џеј Лендер и Ден Повенмајер (такође и режисери)                             | 6. септембар 2002.  | 5571–176         | 3,70                      |
| 36б              | 16б                | Кебина љубав                 | Шон Демпси                         | Сценарио : Мр. Лоренс, Џеј Лендер и Вилијам Рајс Сториборд : Вилијам Рајс; Џеј Лендер (режисер)                                            | 6. септембар 2002.  | 5571–170         | 3,70                      |
| 37а              | 17а                | Оклевање                     | Том Јасуми                         | Сценарио : Волт Дорн, Пол Тибит и Мр. Лоренс Сториборд : Карсон Куглер, Вилијам Рајс и Ерик Визе; Волт Дорн и Пол Тибит (режисери)         | 19. октобар 2001.   | 5571–175         | 3,89                      |
| 37б              | 17б                | Мој друг је глупан           | Френк Вајс                         | Сценарио : Ц. Х. Гринбалт, Арон Шпрингер и Марк О'хер Storyboarded by : Ц. Х. Гринбалт; Арон Шпрингер (режисер)                            | 19. октобар 2001.   | 5571–179         | 3,89                      |
| 38а              | 18а                | Кочијашки речник             | Ендру Овертом                      | Сценарио : Волт Дорн, Пол Тибит и Мериветер Вилијамс Сториборд : Карсон Куглер, Вилијам Рајс и Ерик Визе; Волт Дорн и Пол Тибит (режисери) | 21. септембар 2001. | 5571–182         | 2,88                      |
| 38б              | 18б                | Непознати уметник            | Шон Демпси                         | Сценарио : Волт Дорн, Пол Тибит и Марк О'хер Сториборд : Карсон Куглер, Вилијам Рајс и Ерик Визе; Волт Дорн и Пол Тибит (режисери)         | 21. септембар 2001. | 5571–174         | 2,88                      |
| 39а              | 19а                | Ловац на медузе              | Ендру Овертом                      | Сценарио : Волт Дорн, Пол Тибит и Марк О'хер Сториборд : Карсон Куглер, Вилијам Рајс и Ерик Визе; Волт Дорн и Пол Тибит (режисери)         | 28. септембар 2001. | 5571–181         | 2,54                      |
| 39б              | 19б                | Роштиљијада                  | Том Јасуми                         | Сценарио : Ден Повенмајер, Џеј Лендер и Мериветер Вилијамс Сториборд : Џеј Лендер и Ден Повенмајер (такође и режисери)                     | 28. септембар 2001. | 5571–171         | 2,54                      |
| 40а              | 20а                | Лигњослав штрајкује          | Том Јасуми                         | Сценарио : Волт Дорн, Пол Тибит и Марк О'хер Сториборд : Карсон Куглер, Вилијам Рајс и Ерик Визе; Волт Дорн и Пол Тибит (режисери)         | 12. октобар 2001.   | 5571–185         | 2,52                      |
| 40б              | 20б                | Сенди, Сунђер Боб и црв      | Шон Демпси                         | Сценарио : Џеј Лендер, Ден Повенмајер и Мериветер Вилијамс Сториборд : Џеј Лендер и Ден Повенмајер (такође и режисери)                     | 12. октобар 2001.   | 5571–180         | 2,52                      |